# Metasphenisca
Metasphenisca es un género de insecto de la familia Tephritidae del orden Diptera.

## Especies
- Metasphenisca angulicornis Hendel, 1931[1]
- Metasphenisca atricomata Munro, 1947[1]
- Metasphenisca axilatra Munro, 1947[1]
- Metasphenisca bezziana (Enderlein, 1911)
- Metasphenisca bifaria Munro, 1947[1]
- Metasphenisca caeca (Bezzi, 1908)
- Metasphenisca discocephala Munro, 1947[1]
- Metasphenisca ghenti Munro, 1947[1]
- Metasphenisca gracilipes (Loew, 1862)
- Metasphenisca grandidieri (Bezzi, 1924)
- Metasphenisca haematopoda (Bezzi, 1924)
- Metasphenisca hazelae Munro, 1947[1]
- Metasphenisca interrupta (Munro, 1929)
- Metasphenisca longulior (Munro, 1929)
- Metasphenisca marmorea Munro, 1947[1]
- Metasphenisca micrura Hering, 1942[1]
- Metasphenisca negeviana (Freidberg, 1974)
- Metasphenisca nigricans (Wiedemann, 1830)
- Metasphenisca nigricosta (Bezzi, 1908)
- Metasphenisca nigriseta (Bezzi, 1924)
- Metasphenisca pallidifemur Hancock, 1991[1]
- Metasphenisca parallela Hering, 1935[1]
- Metasphenisca parilis Munro, 1947[1]
- Metasphenisca quinquemaculata (Macquart, 1846)
- Metasphenisca reinhardi (Wiedemann, 1824)
- Metasphenisca rubida Munro, 1947[1]
- Metasphenisca spathuliniforma Dirlbek & Dirlbek, 1968[1]
- Metasphenisca tetrachaeta (Bezzi, 1918)
- Metasphenisca transilis Munro, 1947[1]
- Metasphenisca zernyi Hering, 1941[1]